# St. Lunatics
Os St. Lunatics são um grupo estadunidense de hip hop de St. Louis, Missouri, formado em 1995. O group consiste de Nelly, Ali, Murphy Lee, Kyjuan, City Spud e antigamente por Slo'Down que deixou o grupo depois de uma disputa.

## Discografia

### Álbuns de estúdio
| Ano  | Detalhes do álbum                                                                                             | Posições      | Posições      | Posições      | Certificações (limiar de vendas) |
| Ano  | Detalhes do álbum                                                                                             | US            | US R&B        | CAN           | Certificações (limiar de vendas) |
| ---- | --- | ------------- | ------------- | ------------- | -------------------------------- |
| 2001 | Free City - Primeiro álbum de estúdio - Data de lançamento: 5 de Junho de 2001 - Gravadora: Universal Records | 3             | 1             | 18            | - US: Platina - CAN: Ouro        |
| TBA  | City Free - Segundo álbum de estúdio - A ser lançado: TBA - Gravadora: Derrty Entertainment/Universal Records | A ser lançada | A ser lançada | A ser lançada | A ser lançada                    |

### Álbuns compilados
| Ano  | Detalhes do álbum | Posições | Posições |
| Ano  | Detalhes do álbum | US       | US R&B   |
| ---- | --- | -------- | -------- |
| 2006 | Who's the Boss - Primeira álbum compilado - Data de lançamento: 21 de Fevereiro de 2006 - Gravadora: Fast Life Music | 114      | 28       |

### Singles
| 1997                                    | "Gimme What U Got"                | —  | —  | Who's the Boss |
| 2001                                    | "Midwest Swing"                   | 88 | 41 | Free City      |
| 2010                                    | "Money Talks" (featuring Birdman) | —  | —  | City Free      |
| "—" denotes releases that did not chart |                                   |    |    |                |